# NK NAŠK Našice
NK NAŠK je nogometni klub iz grada Našica.
U sezoni 2020./21. se natječe u 3. HNL – Istok.

## Povijest
Osnovan je 1919. kao Krndija. Ime NAŠK nosi od 1952. Klupske boje 1932. bile su crvena i crna.
Na Gradskom stadionu u Našicama su posljednjih godina napravljene brojne rekonstrukcije, tako da se konačno i može nazvati stadionom. Prima oko 1200 gledatelja, natkriven je, a same sjedalice su u boji nogometnog kluba: crveno-crne. 
Jedan od Našičana koji je imao uspješnu karijeru u RH, ali i vani (bečki Rapid) je i Mario Prišć sadašnji igrač HNK Rijeka (osim u Našku, igrao je i za NK Croatia iz Đakova, pa potom i NK Osijek), te Milan Pavličić, koji je igrao u NK Osijek iz Osijeka.
Uz seniorsku ekipu u klubu rade sve mlađe selekcije U-8,U-10,U-12,U-14,U-16 i U-18, te se natječu u ligama na području Slavonije i Baranje.
2018. osnovana je i trenira ženska ekipa, a u planu je uključivanje iste u ligu. Povremeno su aktivni i veterani koji igraju prijateljske utakmice u okolici.
Najveći uspjeh je bio prije desetak sezona kada je nogometni klub ušao u 2. HNL – Sjever, no nisu se dugo tamo i zadržali. Od (2012./13.) igraju u 3. HNL – Istok, a od 2014./15. u Međužupanijskoj nogometnoj ligi Slavonije i Baranje.
Od sezone 2019./20. klub se vraća u 3. HNL – Istok.
NK NAŠK je član Nogometnog središta Našice.

## Uspjesi
- 2020./21., 2023./24. – osvajač Kup-a NS Našice